# Castle Rock Entertainment
Castle Rock Entertainment é um estúdio independente de filmes e televisão fundado em 1987, por Martin Shafer, diretor Rob Reiner, Andy Scheinman, Glenn Padnick e Alan Horn como diretor de entretenimento, com sócio estratégico da Columbia Pictures.
Reiner nomeou a companhia com o nome de uma cidade fictícia da novela The Body, escrita por Stephen King, que recebeu o nome de Stand By Me na adaptação para o cinema. Após o sucesso de Stand By Me, o primeiro filme feito por este estúdio foi When Harry Met Sally..., que foi coproduzido pela Nelson Entertainment (cujas locações foram vendidas para a New Line Cinema) e a Columbia Pictures. A Columbia ficou assegurada da distribuição dos filmes da Castle Rock até 1999.
Em 1993 a Castle Rock foi adquirida pela Turner Broadcasting System, que em 1996 foi fundida a Time Warner. Em 1999 a Warner Bros. e a Universal assumiram os direitos da distribuição com The Green Mile (distribuição doméstica da WB, e a Universal distribuição estrangeira).